# Семнан (остан)
Вижте пояснителната страница за други значения на Семнан.
Семнан  (на персийски: سمنان‎‎) е един от 31 остана на Иран. Разположен е в северната част на страната, разпростира се по ридовете на планината Алборз, в южната си част граничи с пустинята Деще Кевир. Заема площ 97 491 km2. Населението наброява около 600 хил. души, 77% от които живеят в градовете на остана. Административният център на провинцията е град Семнан.

## История
Територията на Семнан е населена от древни времена. Тя е част на империята на мидийците и на Персия по време на династията на Ахеменидите. При Аршакидите Семнан е в границите на тяхното Партско царство. Като част от историческия регион Кумис (Комеш) е управляван от Сасанидите, завладяван е от арабските нашественици и монголските ханове. Разрушителните войни продължават и по времето на Тимур, градовете на остана преминават във владение на Сефевидите и след управление от поредица султани регионът на Кумис постепенно се завзема от Каджарите. Кумис съществува с това название до възцаряването на последната иранска династия Пахлави. През 1961 г. част от територията му е назована Семнан и е включена като съставна териториално-административна единица в провинция Мазандаран. В сегашните си граници остан Семнан съществува от 1976 г.

## Административно деление
Всеки остан в Иран административно се дели на шахрестани. Административният център на всеки шахрестан е град, чието име служи за име на самия шахрестан. Семнан е разделен на 8 шахрестана. Административният център на провинцията е град Семнан.
|              |
| 1. Маями     |
| 2. Шахруд    |
| 3. Дамган    |
| 4. Семнан    |
| 5. Мехдишахр |
| 6. Сорхе     |
| 7. Арадан    |
| 8. Гармсар   |

## География
Семнан е един от най-големите остани в Иран. Разположен е в северната част на Иранското плато, разпростира се по ридовете на планината Алборз, на юг граничи със солената пустиня Дащ-е Кавир. Заема площ 97 491 km2 и по този показател е на 6 място сред провинциите на страната. Заобиколен е от останите Голестан и Мазандаран на север, Техеран и Кум на запад, Исфахан на юг и Разави Хорасан на изток.
По отношение на климата се различават три зони – планински климат в северната част, сух в централните области, много сух пустинен климат в южните райони на остана. Валежите са разпределени неравномерно и техните годишни количества варират от над 500 mm на север до около 70 mm на юг. Най-много валежи има през периода от края на февруари до края на май. Средната годишна температура на остана е около 13 °C.
Различията в релефа и климатичните особености обуславят многобразието на флората и фауната на Семнан. Над 20% от територията на остана е със статут на защитена и забранена за лов.

## Население
Съгласно националното преброяване през 2011 г. населението на провинцията е 631 218 души, от които 486 345 души живеят в градовете, 71,5% са на възраст между 15 и 64 години, 6,6% са над 65 години и 21,5% са под 15 години. Средният годишен приръст на населението между 2006 и 2011 г. е 1,37%, плътността е 6 души/km2. 88,4% от населението на Семнан е грамотно (възрастова група над 6 г.).
В остана се говори основно на персийски, но са разпространени и местните езици, като семнани и сангсари от семнанската група на северозападните ирански езици. В някои селища на шахрестаните Гармсар и Сорхе се говори на тати, друг представител на северозападните ирански езици.

## Икономика
Семнан е индустриално развита провинция. Автомобилна промишленост на Иран е представена тук със завод за производство на автомобили в град Семнан и предприятия за автомобилни части в градовете Дамган и Гармсар. В град Дамган е разположен също завод за автобуси. В град Имамшахр, шахрестан Шахруд, се намира въгледобивна компания и завод за производство на цемент. В почти всички шахрестани са създадени промишлени зони и технологични паркове.
На територията на остана се намират космодрум и ракетен полигон.
За земеделие се използва около 2% от територията на остана, като селскостопанската продукция се състои главно от жито, памук, захарно цвекло, ябълки и грозде. В рамките на страната Семнан има голям дял в производството на пъпеши и шамфъстъци.
В остана има развита пътна мрежа. През него минава магистрала, свързваща Техеран с Машхад. За икономическите и търговските връзки със съседните остани Техеран, Мазандаран и Разави Хорасан се използва също железопътен транспорт.

## Образование
- Дамгански университет за фундаментални науки
- Семнански университет
- Университет на Шахруд
- Семнански университет за медицински науки
- Ислямски свободен университет на Семнан
- Ислямски свободен университет на Шахруд
- Ислямски свободен университет на Гармсар
- Шахрудски университет за медицински науки
- Шахрудски университет за технологии

## Забележителности
В Семнан се намират многобройни исторически паметници и селища, запазили своята местна оригинална архитектура. Провинцията е известна с хидротехническите съоръжения аб анбари и ганати, чиито архитектурни и инженерни решения са известни и запазени от времето на Древна Персия. Природните забележителности са концентрирани предимно в северните райони на провинцията – горещи и студени извори, минерални източници, планински реки. В шахрестан Гармсар се намират солни находища, в шахрестан Мехдишахр има красива пещера. В южните подножия на Алборз има гори с растителност, специфична за полупустинния климат. В провинцията се намират няколко защитени природни територии, най-известните от които са националните паркове Кавир и Туран.
Около различните градове на остана и по пътищата, свързващи градовете на Персия, могат да се видят големи и добре запазени старинни кервансараи. Във всички шахрестани има стари джамии, гробници и мавзолеи на религиозни и исторически личности, замъци, бани (хамами).
- Тепе Хисар (на персийски: تپه‌حصار Тапе Хесар) – археологичен обект, руини на селище от времето на каменно-медната и бронзовата епохи около град Дамган, административен център на шахрестан Дамган. При разкопките са намерени над 1600 древни гроба и множество предмети.[9]
- Храм Тарихане или джамия Тарихане – исторически и архитектурен паметник на династията на Сасанидите, до арабското нашествие и исламизацията на Персия използван като зороастрийски храм на огъня. През 8 век храмът е превърнат в джамия. Тази джамия е най-старата в Иран.[10]
- Древната столица на Партското царство на Аршакидите. Градът е възникнал като кервансарай на пътя на коприната. Известен е с гръцкото си име Хекатомпилос (на старогръцки: Ἑκατόμπυλος). Персийското му име е Саддарвазе (на персийски: صددروازه). В превод от двата езика названието на града означава „Стоте порти“. Понастоящем в Иран носи името Шахр-е Гумес (на персийски: شهر قومس). Намира се между градовете Семнан и Дамган.[11]
- Кервансарай на двореца на Бахрам от времето на Сефевидите. Построен е от шах Абас I Велики на път, свързващ неговата столица Исфахан с родния край на майка му Мазандаран. Намира се в шахрестан Гармсар.[12]
- Минаре на петъчната джамия в град Семнан – едно от най-красивите от времето на династията на Селджуките.[3]
- Музей на град Шахруд.
- Портал на дворец-цитадела (Арг) на Каджарите в град Семнан.